# Ichijō
Kejsar Ichijō (一条天皇 Ichijō-tennō), född 15 juli 980, död 25 juli 1011, var Japans 66:e kejsare (enligt traditionell regentlängd) mellan 986 och 1011.
Han var son till kejsar En'yū och Fujiwara no Senshi. Han utnämndes till tronföljare vid sin fars abdikation år 984, när hans kusin Kazan utnämndes till kejsare. År 986 efterträdde han Kazan och tillträdde tronen vid sex års ålder. Kejsarämbetet hade vid denna tid ingen verklig politisk makt, endast en ceremoniell sådan, och det var sed att kejsaren abdikerade efter en tid. Landet regerades av regentfamiljen Fujiwara, och hans morbröder skötte politiken under hans regeringstid: från 995 morbrodern Fujiwara no Michinaga. 
Kejsar Ichijōs regeringstid beskrivs som Heianperiodens höjdpunkt. Han beskrivs som lugn till temperamentet och intresserad av musik och litteratur, och hans hov blev ett kulturellt centrum under hans tid som kejsare. Både hans döttrar och hans kejsarinnor Fujiwara no Teishi och Fujiwara no Shōshi uppmuntrade litteraturen, och författarna Sei Shōnagon och Murasaki Shikibu var verksamma vid deras hov. Han hade två kejsarinnor, fyra konkubiner, två döttrar och tre söner. 
Han abdikerade till förmån för sin kusin, kejsar Sanjō. 